# Петрушин, Андрей Никитович
Андрей Никитович Петрушин (22 августа 1904 года, слобода Ивановка, Курская губерния — 13 апреля 1968 года, г. Лубны, Полтавская область) — советский военный деятель, генерал-майор (19 апреля 1945 года).

## Начальная биография
Андрей Никитович Петрушин родился 22 августа 1904 года в слободе Ивановка Курской губернии.
В начале 1921 года переехал на Кубань и с апреля работал стрелком в охране при железнодорожной ЧК Кубанской области, а в июле 1922 года перешёл в Краснолесское лесничество Славянского района.

## Военная служба

### Довоенное время
29 ноября 1926 года призван в ряды РККА и направлен в 220-й стрелковый полк (74-я Таманская стрелковая дивизия, Северокавказский военный округ), в составе которого учился в полковой школе, после окончания которой в октябре 1927 года А. Н. Петрушин направлен на учёбу во Владикавказскую пехотную школу, курсантом которой в период с 1928 по 1930 годы принимал участие в ликвидации бандформирований на территории Кабардино-Балкарии, Ингушетии и Чечни. После окончания школы в мае 1930 года А. Н. Петрушин назначен на должность командира взвода в составе 224-го стрелкового полка (75-я стрелковая дивизия, Украинский военный округ), дислоцированного в Прилуках.
В июне 1931 года переведён в 64-й отдельный пулемётный батальон в составе Тираспольского укреплённого района (с 1935 года — в Киевском военном округе), в котором служил командиром взвода, помощником командира и командиром учебной роты, помощником командира батальона.
В мае 1939 года назначен на должность начальника 3-го отделения отдела тыла снабжения и дорожной службы 5-й армии (Киевский Особый военный округ).

### Великая Отечественная война
С началом войны майор А. Н. Петрушин находился на прежней должности на Юго-Западном фронте и принимал участие в ходе приграничного сражения и Киевской оборонительной операции. В последних числах сентября 1941 года в составе 5-й армии А. Н. Петрушин в районе Пирятина попал в окружение, после выхода из которого находился в резерве Юго-Западного фронта и в декабре того же года направлен в Ташкент, где зачислен слушателем на отделение командиров полков курсов «Выстрел», после окончания которого в марте 1942 года назначен на должность командира 938-го стрелкового полка в составе 306-й стрелковой дивизии, формировавшейся в городе Кувандык (Чкаловская область, Южно-Уральский военный округ). В апреле дивизия была расформирована, а майор А. Н. Петрушин направлен в распоряжение Главного управления кадров с прикомандированием к курсам «Выстрел».
В мае 1942 года назначен командиром 532-го стрелкового полка (111-я стрелковая дивизия, 2-я резервная армия), дислоцированной городе Бежецк (Калининская область). В июле дивизия передислоцирована на Северо-Западный и далее на Калининский фронт, после чего принимала участие в ходе Ржевско-Сычёвской наступательной операции. В январе 1943 года дивизия передислоцирована на Воронежский фронт, где после чего принимала участие в ходе Острогожско-Россошанской и Харьковской наступательных операций. В середине марта 111-я стрелковая дивизия выведена в резерв Воронежского фронта с дислокацией в Новом Осколе. В мае подполковник А. Н. Петрушин назначен заместителем командира, а с 29 июня исполнял на должность командира этой же дивизии, которая находилась на доукомплектовании в составе 69-й армии Воронежского фронта.
В августе 1943 года переведён на должность командира 92-й гвардейской стрелковой дивизии, которая вскоре принимала участие в ходе битвы за Днепр и Никопольско-Криворожской наступательной операции.
С марта 1944 года полковник А. Н. Петрушин находился на лечении по болезни в госпитале и после излечения 7 апреля назначен на должность командира 10-й гвардейской воздушно-десантной дивизии, которая вела боевые действия в ходе Одесской и Ясско-Кишинёвской наступательных операций, в ходе последней форсировала Прут и заняла населённые пункты ст. Бессарабская, г. Комрат и Леова, где соединилась с частями 2-го Украинского фронта, после чего крупная группировка войск противника попала в окружение. В сентябре дивизия после форсирования Дуная и пересечения румыно-советской границы совершила марш по территории Румынии и Болгарии и в ноябре передислоцирована в Белград, где включена в состав 6-го гвардейского стрелкового корпуса, после чего принимала участие в ходе Будапештской наступательной, Балатонской оборонительной и Венской наступательной операций. В Австрии дивизия освободила Фельдбах и первой вступила в г. Грац, где встретилась с союзными английскими войсками.

### Послевоенная карьера
После окончания войны находился на прежней должности в Южной группе войск.
В марте 1946 года направлен на учёбу на Высшие академические курсы при Высшей военной академии имени К. Е. Ворошилова, после окончания которых в феврале 1947 года назначен на должность командира 20-й отдельной пулемётно-артиллерийской бригады (Закавказский военный округ), в июле того же года — на должность командира 12-й пулемётно-артиллерийской дивизии, в мае 1950 года — на должность командира 2-й отдельной гвардейской стрелковой бригады (Киевский военный округ), в октябре 1952 года — на должность заместителя командира 27-го гвардейского стрелкового корпуса, в октябре 1953 года — на должность командира 25-й гвардейской стрелковой дивизии, а в ноябре 1954 года — на должность командира 38-й гвардейской механизированной дивизии.
Генерал-майор Андрей Никитович Петрушин в марте 1956 года вышел в запас. Умер 13 апреля 1968 года в Лубнах Полтавской области.

## Награды
- Орден Ленина (20.04.1953);
- Три ордена Красного Знамени (12.02.1943, 23.02.1943, 05.11.1946);
- Орден Суворова 2 степени (22.02.1944);
- Орден Кутузова 2 степени (28.04.1945);
- Орден Богдана Хмельницкого 2 степени (13.09.1944);
- Орден Отечественной войны 1 степени (18.04.1945);
- Орден Красной Звезды (03.11.1944);
- Медали.